# Tenney Building
El Tenney Building es un edificio histórico de estilo art déco ubicado en la ciudad de Madison, la capital del estado de Wisconsin (Estados Unidos). Se agregó al Registro Estatal y Nacional de Lugares Históricos en 2017. Construido en 1929, mide 38,10 metros de altura y tiene 10 pisos.

## Descripción
Está ubicado en la intersección de las calles Pinckney y Main. El edificio está ubicado directamente frente al Capitolio del Estado de Wisconsin. Alberga una serie de intereses comerciales, y los nueve pisos superiores sirven como oficinas. En 1984 se construyó un atrio que lo conecta con el vecino U.S. Bank Plaza.

## Construcción
La construcción comenzó en 1929 y se llevó a cabo en dos partes. La mitad trasera se completó primero a fines de 1929, y todos los inquilinos se mudaron al nuevo edificio antes de que se demoliera la estructura anterior. Tras la finalización de la segunda parte en 1930, el edificio estaba ocupado en un 80%. Fue además la primera estructura "a prueba de fuego" de Madison, con estructura de acero.